# Такін
Такін (Budorcas taxicolor) — вид парнокопитних ссавців родини Бикові (Bovidae), що мешкає в густо заліснених областях Східних Гімалаїв. У роду є два види: Budorcas taxicolor і Budorcas tibetana.

## Загальні дані
Довжина тіла — 170–220 см;
Висота в плечах — 100–130 см;
Довжина хвоста — 15-20 см;
Вага — до 300 кг (самки), до 400 кг (самці).

## Опис
Має повне, схоже на бичаче тіло, покрите щільним хутром яке має у різних підвидів колір від золотисто-жовтого до коричневого. Короткі сильні ноги закінчуються широкими копитами, які пристосовані для переміщення по гірських схилах. Голова такіна має «римський» профіль з великим вигнутим носом. Обидві статі носять невеликі роги довжиною 25-30 сантиметрів, вигнуті назовні-назад, з направленими вгору вістрями. Основа рогів має форму гребня.
Такін є єдиним видом однойменного роду. Вид підрозділяється на такі підвиди: B. t. bedfordi (так званий «золотий такін»), В. t. taxicolor, B. t. tibetana, B. t. whitei.

## Розповсюдження
Гірські райони Гімалаїв (Індія, Бутан, північна М'янма) та західного Китаю на висоті 1900-4500 метрів над рівнем моря.

## Розмноження та онтогенез
Період вагітності — 7-8 місяців;
Кількість телят — 1, зрідка 2;
Годівля молоком — 9 місяців;
Статева зрілість — у віці 2,5 років;
Тривалість життя — 12-15 років.
Телята звичайно народжуються в березні та квітні. При народженні теля важить 5-7 кілограмів. Через 3-4 дні після народження теля вже може слідувати за матір'ю майже по будь-якому типу ландшафту.

## Екологія та поведінка
Такіни годуються протягом ранку та ввечері, хоча в похмурі дні вони можуть бути активні цілий день. Вони використовують вузькі проходи в заростях, якими регулярно пересуваються по одному і тому ж маршруту між місцями харчування та відпочинку. При небезпеці такіни намагаються втікати в щільні бамбукові гаї, де вони залягають. В такому разі знайти їх стає дуже важко, позаяк їхнє природне забарвлення при цьому практично зливається з ґрунтом та стеблами бамбука.
Сигнал тривоги подається звуком, схожим на кашель, що миттєво спонукає все стадо до втечі.
Звичайно такіни пересуваються взимку невеликими групами (3-6 тварин), великі стада (до 100 голів) інколи спостерігаються влітку на ділянках з великою кількістю корму; старі самиці зазвичай живуть поодинці.
Основні корми — трава, листя, молоді пагони, навесні — бруньки.
Природними хижаками, що полюють на такіна, є вовки (переважно здобувають молодих або хворих особин) та ведмеді.

## Охорона
Такін є видом, занесеним з 1996 року в Червону книгу Міжнародного Союзу Охорони Природи (IUCN). На території Китаю такіна оголошено «національним скарбом», і будь-яке полювання на нього заборонене.

## Систематика
Існує чотири підвиди такіна:
- Budorcas taxicolor taxicolor (Takin Mishima)
- Budorcas taxicolor bedfordi (золотистий такін)
- Budorcas taxicolor tibetani (Тибетський такін)
- Budorcas taxicolor whitei (білий такін)

## Різне
Точне систематичне положення та еволюційні зв'язки роду Такін наразі достеменно не встановлені.
Багато дослідників вважають, що відоме з грецької міфології «золоте руно», яке здобули аргонавти на чолі з Язоном в плаванні на Арго, було шкурою одного з підвидів такіна — Budorcas taxicolor bedfordi, яка невідомими шляхами потрапила в Колхіду з Тибету. У всякому разі, деякі деталі, відомі з його поетичних та історіографічних описів (розміри, колір, структура хутра) вказують саме на це.